# Týrnavos
Týrnavos (en grec moderne : Τύρναβος) est une municipalité grecque du district régional de Larissa, en Thessalie. Selon le recensement de 2011, la population est de 16 900 habitants.
Deuxième ville du district régional en nombre d'habitants après Larissa, elle est arrosée par le Titarísios (en), un affluent du Pénée.

## Histoire
Týrnavos aurait été fondée aux VIIe et VIIIe siècles ap. J.-C. par des Slaves comme une agglomération pastorale.
En 1423, le général ottoman Tourachan Bey conquiert Týrnavos. Dès le début, il montre de la sympathie pour ses habitants et convainc le sultan Mourad II d'accorder des privilèges à la ville. Tourachan Bey y fait bâtir deux mosquées. La ville connait alors une augmentation considérable de sa population et une grande prospérité économique.
En 1770, il y avait 16 églises et 6 mosquées dans la ville. Le hammam est aujourd'hui le monument turc le mieux conservé de la ville, témoin de cette époque ottomane.
Le 1er septembre 1881, la ville est libérée de l'Empire ottoman et est rattachée à la Grèce, au terme de la Conférence de Constantinople, selon la résolution du Congrès de Berlin.
Le 4 mars 2021, une première secousse (en) de magnitude 6,2, suivie le lendemain d'une réplique de 5,9 de magnitude, frappent la Thessalie entre Larissa, Týrnavos et Elassóna.

## Économie
Týrnavos est située dans une région agricole. Elle est notamment connue pour ses bons vins, son ouzo, son tsípouro et ses fromages. La ville est par ailleurs un centre de filature textile d'importance.

## Le carnaval et lebouraní
Le carnaval de Týrnavos (el) est aujourd'hui l'un des plus célèbres de Grèce. Au XXe siècle, il a cependant connu des attaques successives de la part des gouvernements qui considéraient qu'il s'agissait d'une atteinte aux bonnes mœurs de l'époque.
Mais les habitants de Týrnavos ne se sont pas laissé intimider et ont même fêté le carnaval clandestinement quand il était interdit. Après la guerre et à partir des années 50, les déguisements sont apparus dans le carnaval. Du temps de la dictature des colonels, le carnaval a été à nouveau interdit. En 1980, les habitants de Týrnavos ont renoué avec la tradition du carnaval.
Les manifestations carnavalesques durent près d’un mois et culminent le dernier dimanche du carnaval avec le défilé des chars en papier mâché.
Le bouraní constitue une des coutumes du Lundi pur, qui marque le début du carême. C'est un jour de gaieté et de liberté morale où les tabous et règles de bienséances sont provisoirement levés. A Týrnavos, cela se marque par l’utilisation de symboles sexuels et érotiques et particulièrement des phallus en bois, en terre cuite, en pain même.
Des propos libertins, des chansons grivoises et des histoires cochonnes sont échangés dans la ville, au grand dam des institutions religieuses orthodoxes, qui condamnent l'événement.
Le bouraní est d'une certaine façon une fête du phallus qui symbolise la reproduction et la fécondité. Cette fête remonterait aux fêtes antiques, les Dionysies, les Thesmophories, les Aphrodisies, les Thargélies et surtout l’Halôa, une fête champêtre et religieuse de l’Antiquité.
Selon une autre version, la coutume du bouraní viendrait des Albanais installés à Týrnavos en 1770, qui auraient établi cette coutume.
Les festivités du bouraní se déroulent comme suit. Le matin du Lundi pur, les habitants de la ville se rendent à la chapelle du Prophète Elie sur une colline du nord de la ville. Ils y installent un grand pique-nique, arrosé de vin, d'ouzo ou de tsipouro mêlé d'eau.
Au même moment, au centre de la ville, un groupe allume un feu sur lequel est préparé le bouraní, une soupe d'herbes sauvages. Le plat est ensuite servi aux initiés, puis la fête peut commencer. Les habitants se mettent à danser, chanter, plaisanter. Beaucoup d'hommes tiennent des phallus de bois, d'argile ou de pain comme des sceptres. Avant 1985, seuls les hommes avaient le droit de participer à ce rite.

## Galerie

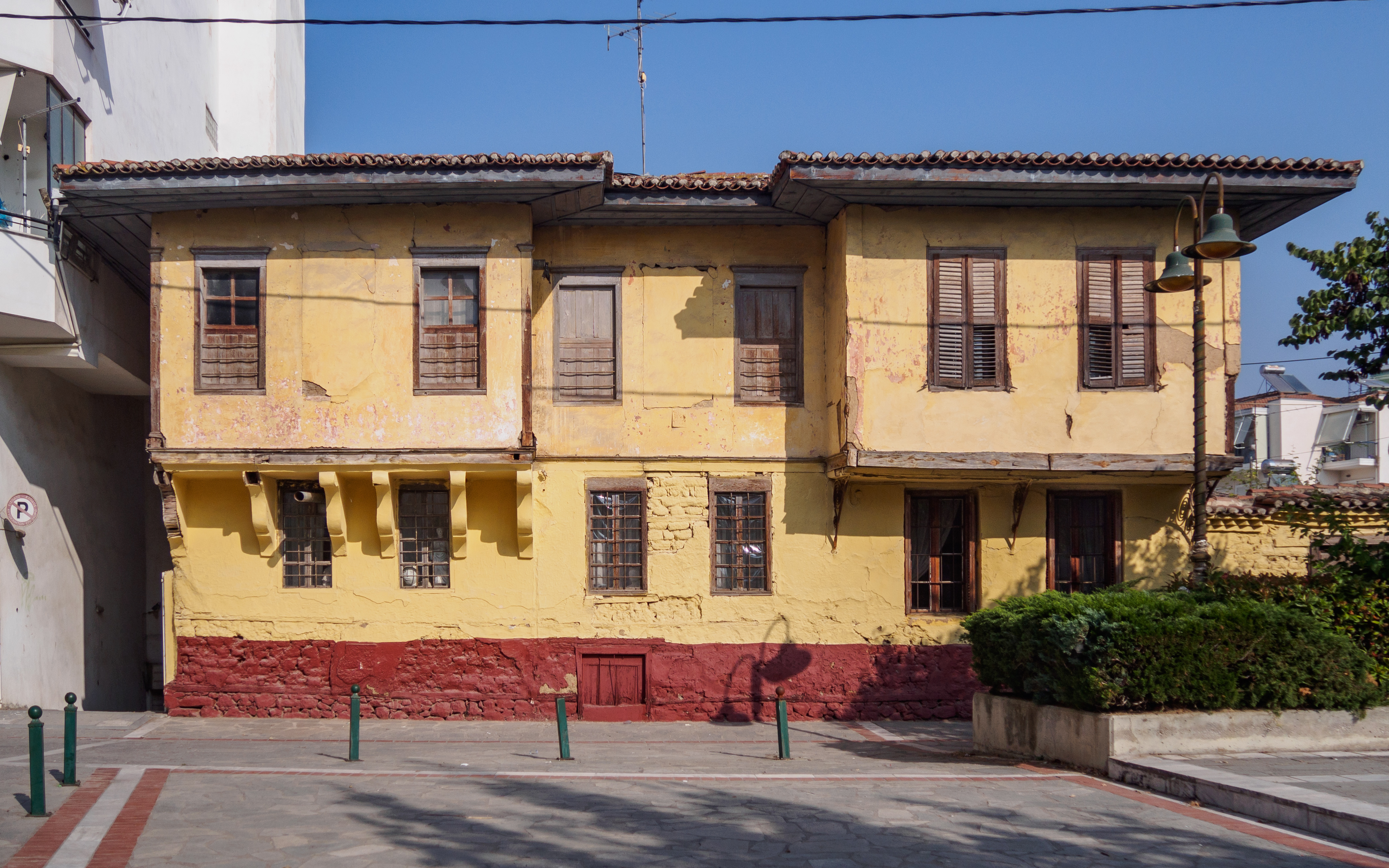
Maison ottomane Kalakalá.
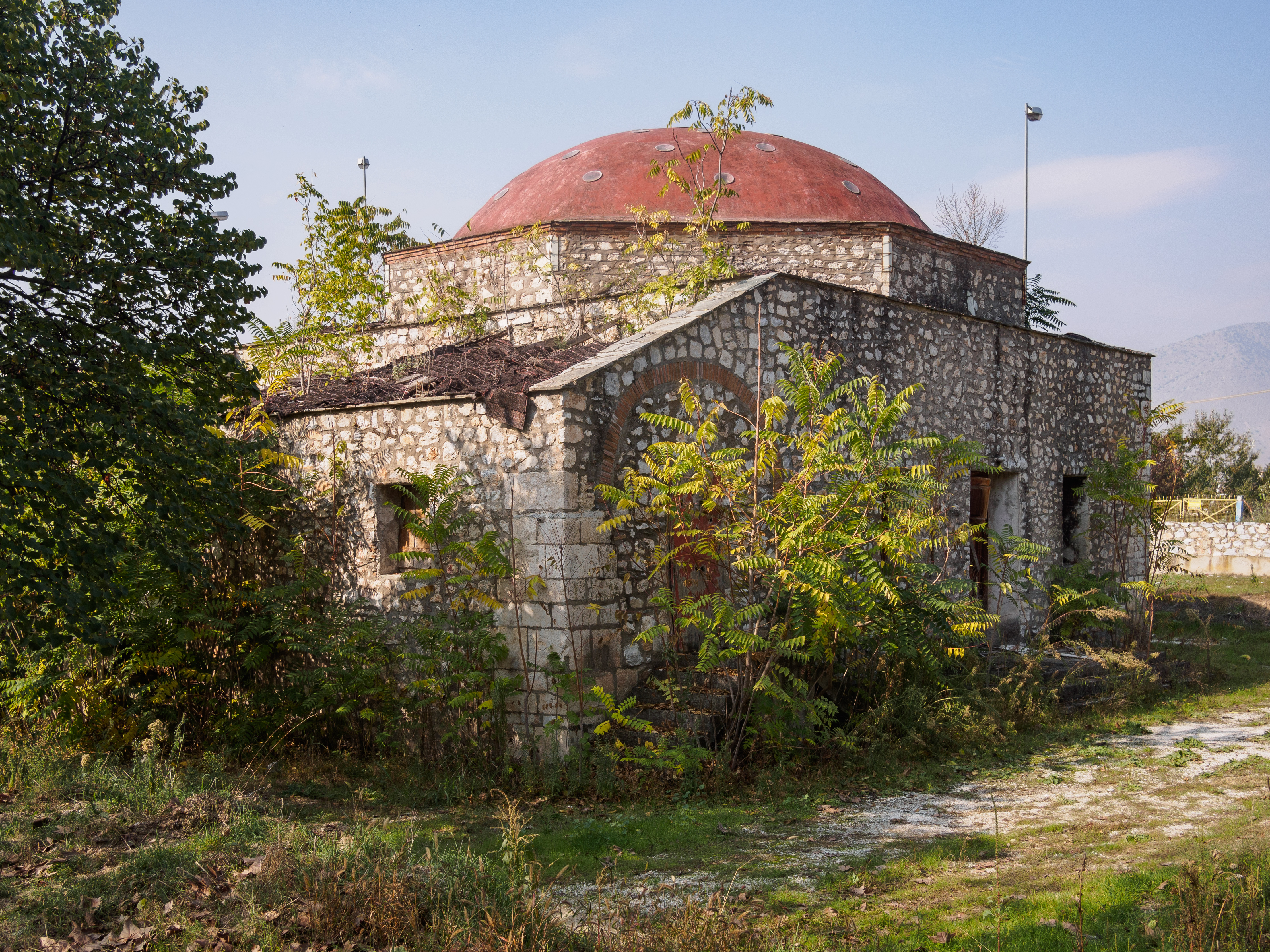
Vestiges du bain turc, au sud de la ville.
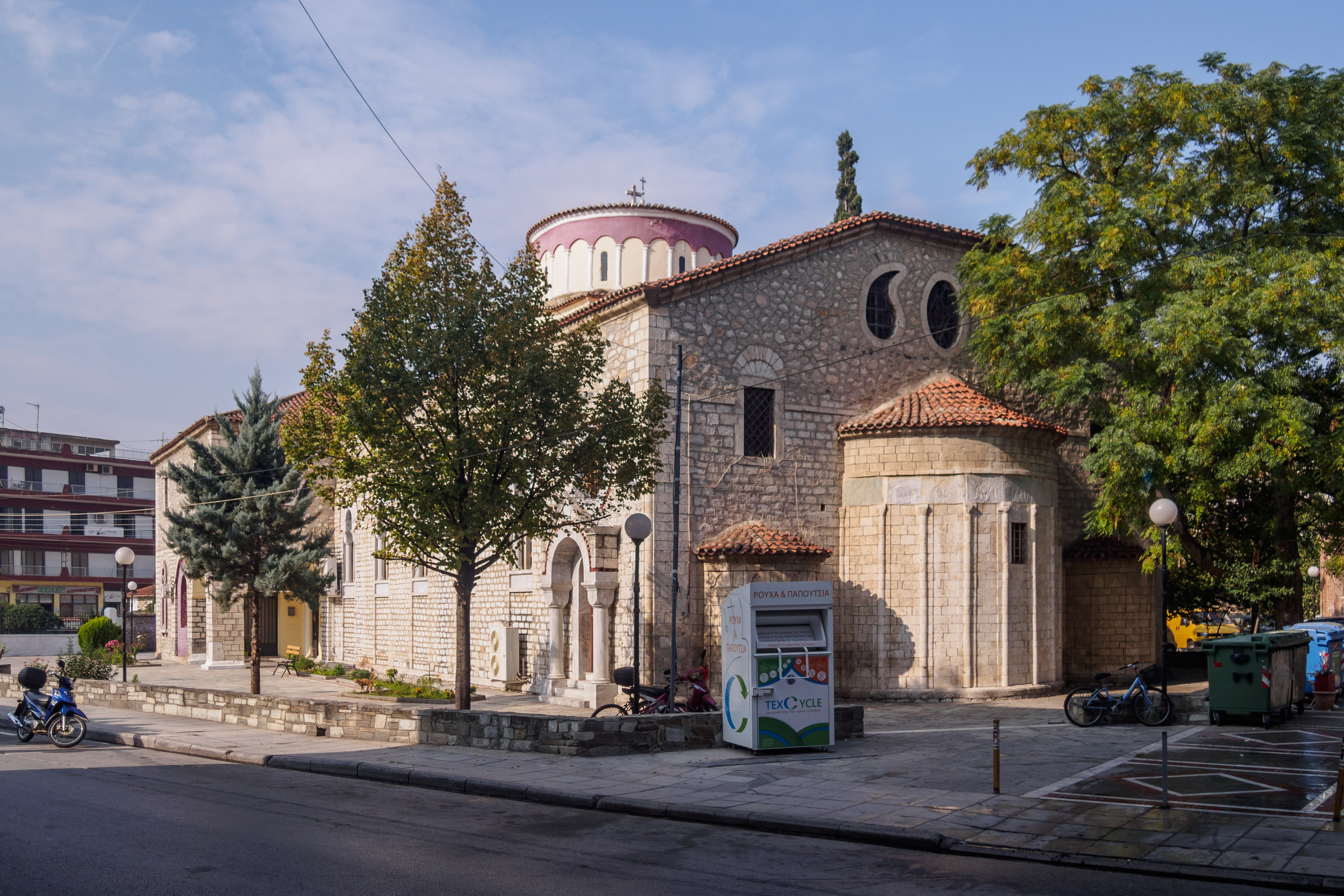
Église de la Panagía Faneroméni, édifice important de la Métropole de Larissa et Tyrnavos.
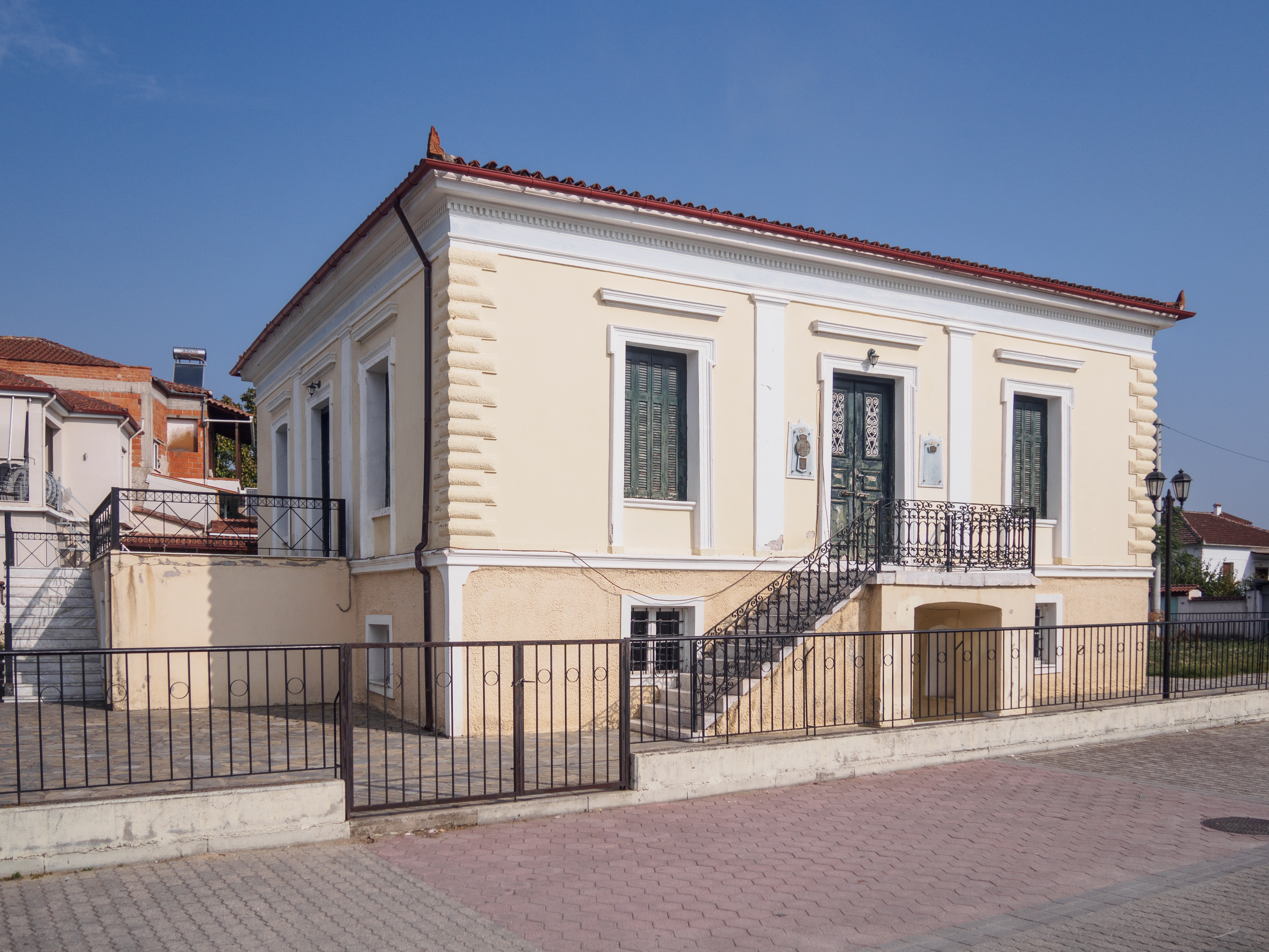
Musée de la vigne et du vin à Týrnavos.